# Pachymantis dohertyi
Pachymantis dohertyi är en bönsyrseart som beskrevs av Wood-mason 1890. Pachymantis dohertyi ingår i släktet Pachymantis och familjen Hymenopodidae. Inga underarter finns listade i Catalogue of Life.